# نهر كلير ووتر (كندا)
نهر الكلير ووتر هو نهر في كندا يمر بمقاطعتي ساسكاتشوان وألبرتا في كندا.

## مجراه

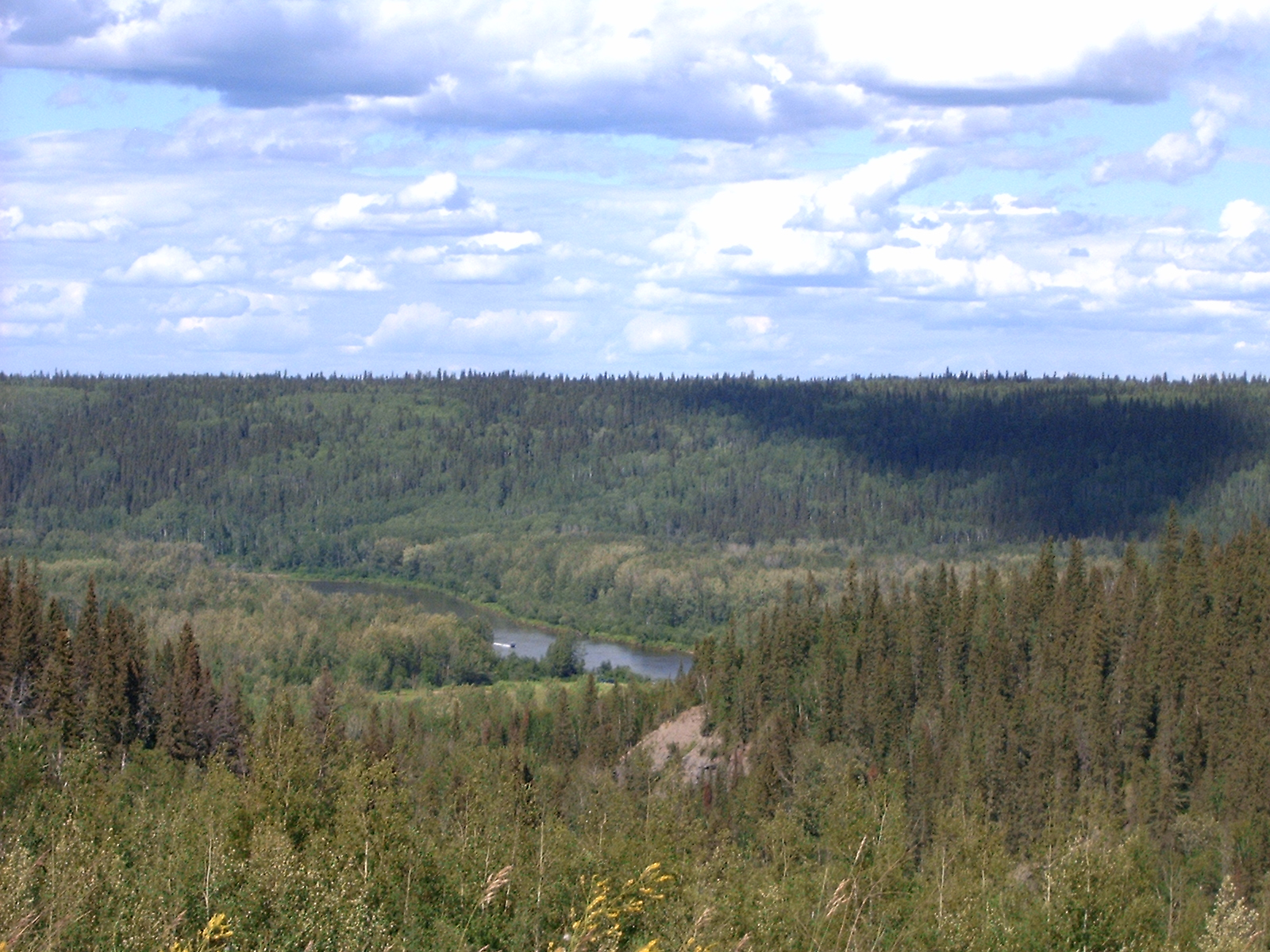
نهر كليرووتر جنوبي فورت ماكموراي

طول نهر الكلير ووتر 295 كلم وينبع من شمالي غربي ساسكاتشوان في الغابات الشمالية لدرع بريكامبريان. ثم ينحدر جنوبا-شرقا في ساسكاتشوان قبل أن يتجه جنوبي غربا في بحيرة كارين. ثم يتابع مجراه لمافة 108 كلم في البرتا ليلتقي نهر اتاباسكا في مدينة فورت ماكموراي.

## معرض صور

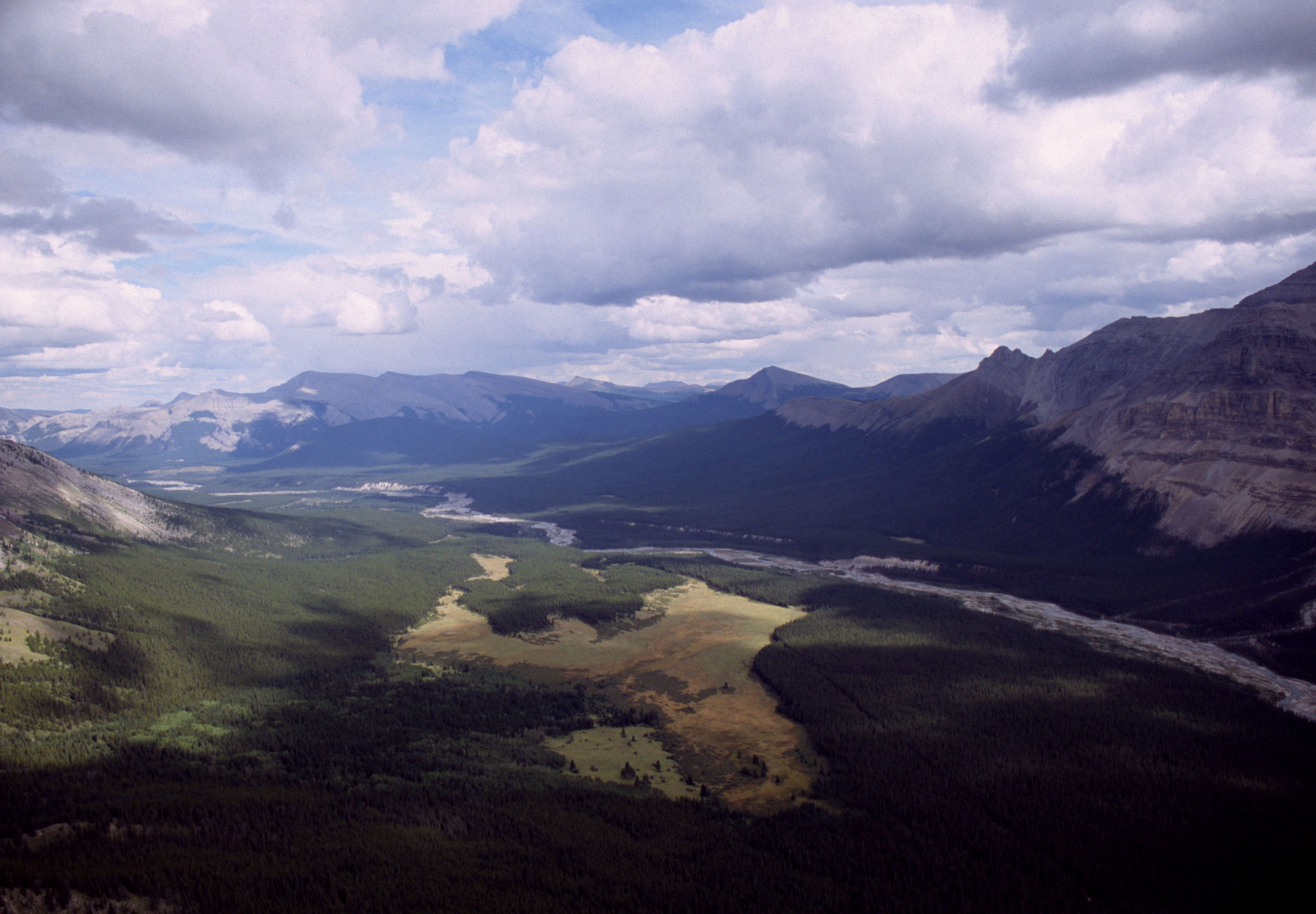
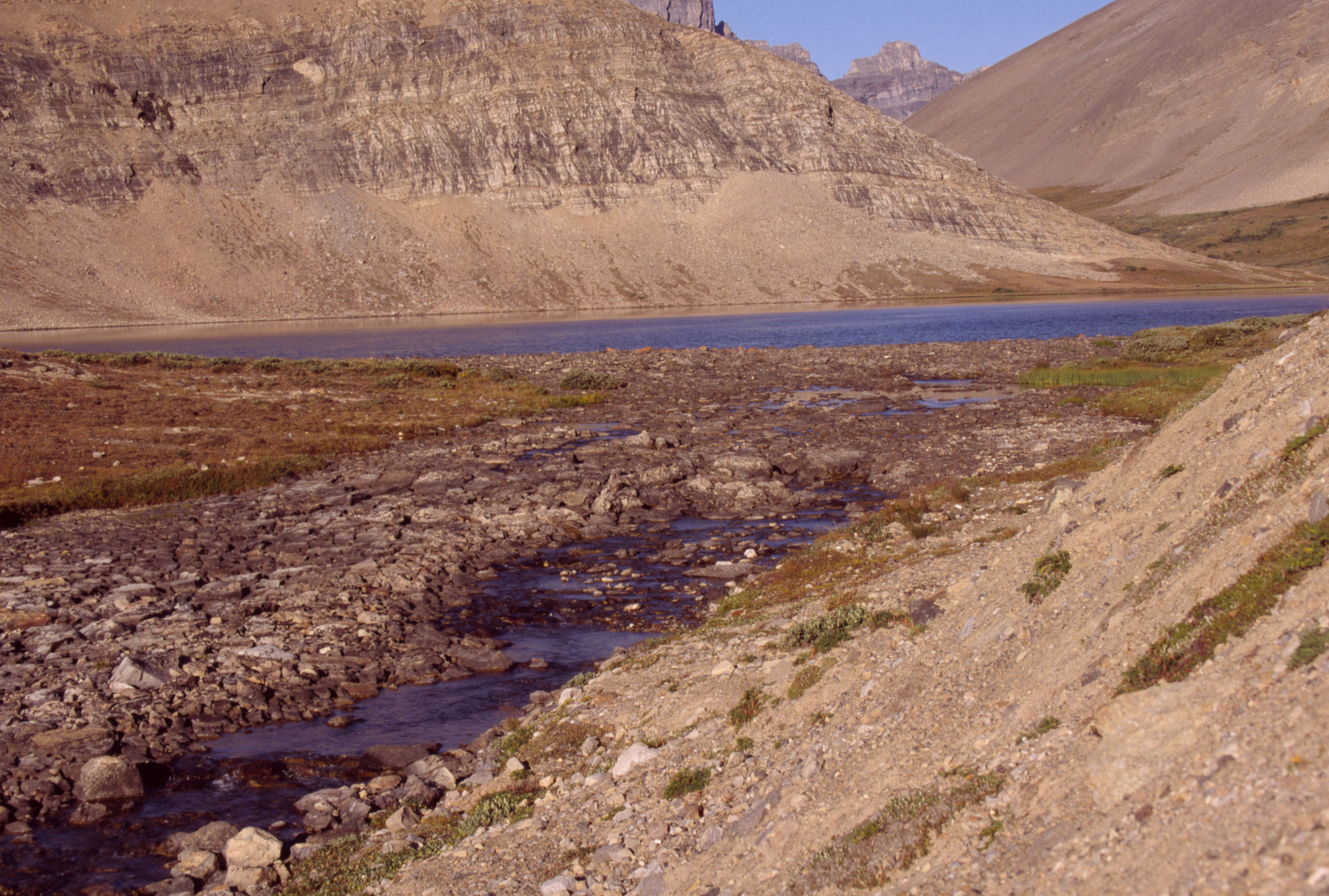
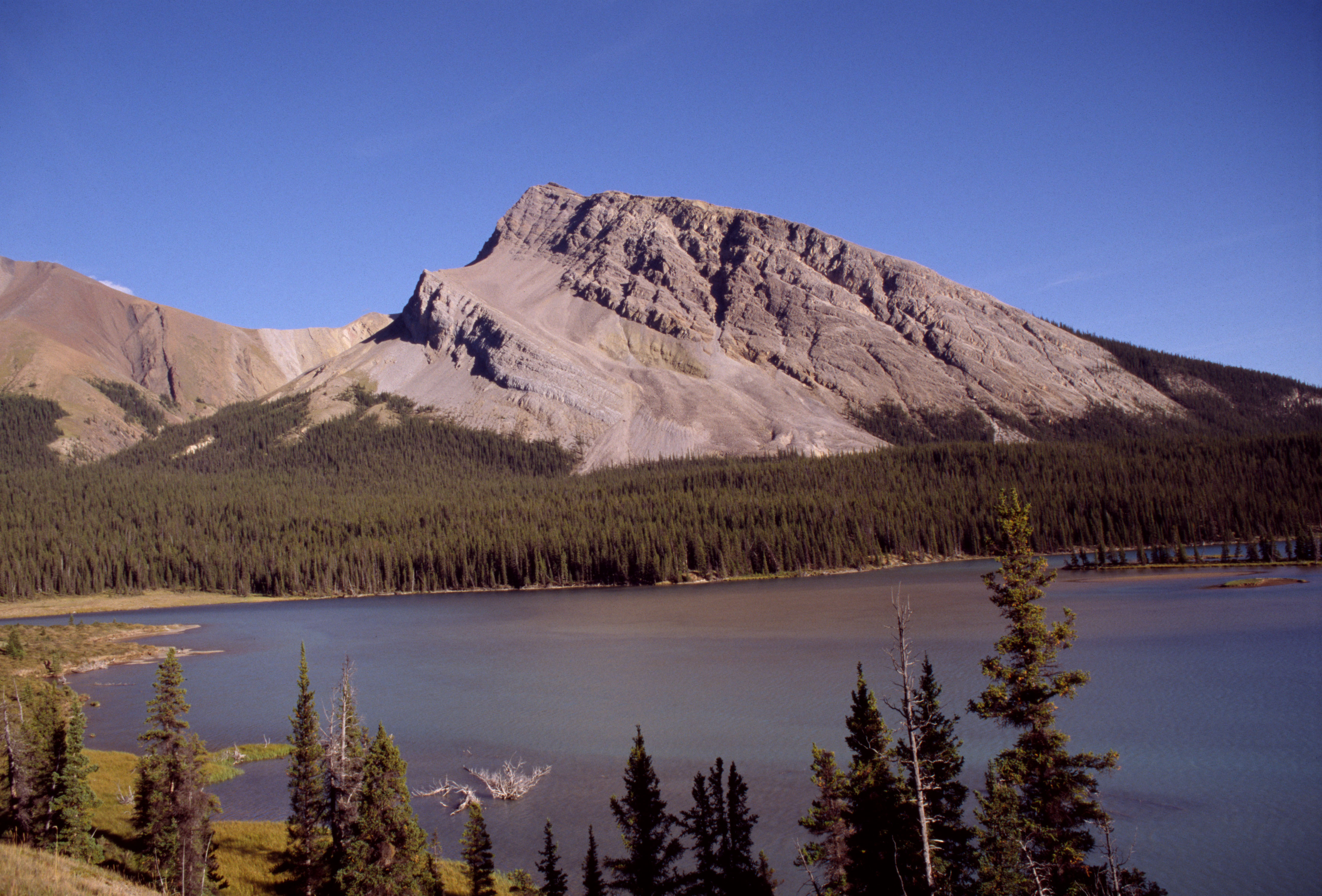